# Amiri Mangashti
Amiri Mangashti (* 7. Januar 1936 in Haftkel; † 29. April 2021) war ein iranischer Gewichtheber.

## Leben
Als Amiri Mangashti sieben Jahre alt war, starb sein Vater. Er wurde zwischen 1958 und 1960 Iranischer Meister. 1960 stellte er mit 415 kg einen neuen Landesrekord auf und wurde für den Nationalkader nominiert. Bei den Olympischen Spielen 1960 in Rom wurde er im Halbschwergewichts-Wettkampf Zehnter.